# Auerbach (Horgau)
Auerbach ist ein Gemeindeteil der Gemeinde Horgau im schwäbischen Landkreis Augsburg in Bayern. Zur Gemarkung gehört der Weiler Lindgraben.

## Geographie
Das Kirchdorf Auerbach liegt im Naturpark Augsburg-Westliche Wälder, ca. 18 km westlich von Augsburg an der Staatsstraße 2510 (früher Bundesstraße 10, Augsburg-Ulm). Der Rothsee bei Zusmarshausen ist ca. 4 km entfernt. Die Gemarkung Auerbach mit dem zu Auerbach gehörenden Weiler Lindgraben umfasst ca. 452 ha, davon 37 ha Waldungen. Der Döllenbach (vgl. Döllenbachweg) und der Lohbach (vgl. Lohweg) fließen durch Auerbach und danach vereint zur Roth und diese fließt in die Zusam.
Die Nachbarorte sind Horgau, Bieselbach, Streitheim und Horgauergreut.

## Geschichte
Auerbach ist als Rodungsort in der zweiten Rodungsperiode (11. bis 13. Jahrhundert) entstanden. Als spätere Ortsbesitzer sind bekannt: Albrecht der Schrag von Mönstetten (Dienstmannengeschlecht der Knöringer, Burgau – Lkr. Günzburg), Benediktinerstift Fultenbach, Zisterzienserinnenkloster Oberschönenfeld, Heilig-Geist-Spital Augsburg (bis 1803). 1608 wurde erstmals eine Kapelle in Auerbach nachgewiesen, denn zu dieser Zeit ließ das Kloster Fultenbach diese restaurieren. Nach der Säkularisation gelangte Auerbach 1803 an das Kurfürstentum Bayern, 1805 an das Königreich Bayern. 
Seit 1804 war Auerbach eine eigenständige Gemeinde im Landgericht Zusmarshausen. Nach der Trennung von Justiz und Verwaltung gehörte Auerbach von 1862 bis 1929 zum Bezirksamt Zusmarshausen und ab 1929 zum Bezirksamt Augsburg, das ab 1939 als Landkreis Augsburg bezeichnet wurde. 
1913 wurde in Auerbach eine Wasserversorgung errichtet, 1925 wurde die Gemeinde ans Stromnetz angeschlossen und 1955/56 die Kanalisation durchgeführt. 1966 begann die Flurbereinigung. Seit der Gemeindegebietsreform gehörte Auerbach vom 1. Juli 1972 bis zum 30. April 1978 zur Gemeinde Horgau, die mit Wirkung vom 1. Mai 1978 in den Markt Zusmarshausen eingegliedert wurde. Mit der erfolgreichen Wiedererrichtung Horgaus als selbstständige Gemeinde am 27. Oktober 1983 wurde Auerbach wieder zu deren Ortsteil.

## Wappen
Die offizielle Beschreibung des früheren Gemeindewappens lautet: „Gespalten von Rot und Silber mit zwei schräggekreuzten, durchgehenden Abtstäben in verwechselten Farben (versinnbildlicht die verschiedenen klösterlichen Grundbesitze); ihnen aufgelegt ein schwarzes Schildchen, darin ein oben mit silbernen Federn besteckter silberner Ring (Wappen der Familie Schrag von Knöringen).“

## Baudenkmäler

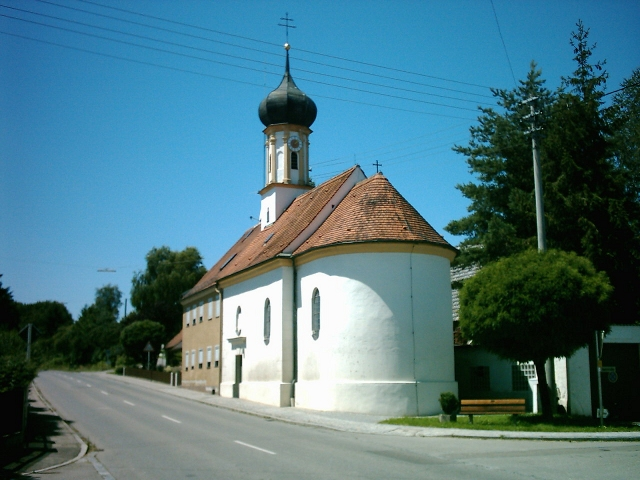
St. Nikolaus Auerbach

- Katholische Kapelle St. Nikolaus, erbaut 1698 von Valerian Brenner, eingeweiht 1735; Die Kapelle wurde 1698 durch das Kloster Fultenbach errichtet. Im Altar befindet sich ein Bild mit dem Hl. Nikolaus. Zwei Hinterglasbilder mit den hl. Nikolaus und Ulrich stammen aus der Barockzeit.(siehe Nikolauskirchen)

## Spiel und Freizeit
- Kegelclub Auerbach (seit 1977)
- Schnupfer- und Wanderfreunde Auerbach e. V. (seit 1965)
- Spielvereinigung (SpVgg) Auerbach/Streitheim e. V. (seit 1967)
- Para-air Augsburg West e. V. (seit 1992)
- Zwei Kinderspielplätze (Auerstraße, Döllenbachweg)
- Rothsee (4 km entfernt)
- 2 Startgelände für Gleitschirm- und Drachenschlepp Auerbach-Süd und Nord